# Franco Schipani
Franco Schipani (Santa Caterina dello Ionio, 15 novembre 1953) è un giornalista, critico musicale e autore televisivo italiano noto per i suoi collegamenti, documentari e servizi giornalistici dagli Stati Uniti e dal Sud America.

## Biografia

### Anni ‘70
Scrive per Sound Flash, Super Sound, Nuovo Sound, Muzak, Ciao 2001, Popster,  e Stereoplay. Organizza concerti al Teatro Tenda dell’EUR, produce dischi per la IT, scrive e presenta programmi musicali radiofonici per Radio Uno.
Nel 1976 è co fondatore di RR 96, radio FM del quotidiano La Repubblica, e nel 1978 si aggiudica il “Premio Scorpio” per la divulgazione della musica Rock in Italia.
Nel 1979 si trasferisce a New York da dove inizia a collaborare con Rai Due per “L’Altra Domenica” di Renzo Arbore. 
Scrive e co produce il documentario “Woodstock: dieci anni dopo” che viene commercializzato con successo dalla Rai in tutto il mondo.

### Anni ‘80
È co fondatore e corrispondente da New York di Rolling Stone Edizione Italiana e Redattore Capo del giornale radio e del TG Rai News, trasmessi dalla Rai Corporation in nord e sud America. 
Scrive e presenta il programma televisivo musicale “Hit Parade”, in onda negli Stati Uniti e Canada.
A Roma, per Rai Due, presenta il Festival “Brasile al Circo Massimo” nell’ambito della prima edizione dell’Estate Romana.
Autore e presentatore dei servizi di attualità dagli Stati Uniti per “L’Orecchiocchio” (Fabio Fazio) e “Blitz” (Gianni Minà)
Recita nel film “Lontano da dove”, diretto da Francesca Marciano e Stefania Casini, insieme a Claudio Amendola e Monica Scattini. 
Con Lucio Dalla e Ron realizza in USA lo special TV “Country Music” e presenta “Sanremo USA”, prima diretta del Festival di Sanremo sui canali Rai in nord e sud America.
Presenta la prima edizione di “Milano Suono”, produce e presenta servizi musicali di attualità per “Discoring” (Gianni Boncompagni).
È autore, produttore e presentatore di programmi musicali dagli Stati Uniti,  “Aspettando ….” ed “Il disco del Mese” (Madonna, Pink Floyd, Rolling Stones, Prince, Michael Jackson, Frank Zappa, Liza Minnelli, Bruce Springsteen e moltissimi altri).
Scrive e dirige il documentario “Le donne del Rock’n’Roll”, con Madonna (cantante), Cyndi Lauper, Pat Benatar, Joan Jett, Stevie Nicks, Laurie Anderson.
Collabora con “Domenica In…” (Pippo Baudo), il “Dopo Festival” (Renzo Arbore e Lino Banfi) e “Quelli della Notte” (Renzo Arbore),.
Nel 1986 è produttore esecutivo USA di “Buonasera Raffaella”, cinque puntate trasmesse dal vivo da New York e presentate da Raffaella Carrà. Al programma partecipano, tra gli altri, George Benson, Ella Fitzgerald, Herry Kissinger, Ronald Regan Jr., Christopher Reeves, Stevie Wonder, James Brown.
Organizza e produce “DallAmeriCaruso”,  special TV al Village Gate di New York con Lucio Dalla, “Jeans”, (Fabio Fazio), “DOC” e “New Orleans Jazz Festival” (Renzo Arbore e Gegè Telesforo),  “Ornella e ….” con Ornella Vanoni in USA: George Benson, Chick Corea, Herbie Mann, Gil Evans, Lee Konitz, Ron Carter, Woody Herman e moltissimi altri.

### Anni ‘90
È Produttore esecutivo, autore, regista e presentatore di servizi di attualità: Mattina Due, Sereno variabile, Detto fra noi, I fatti vostri, Sorgente di vita, In famiglia, La cronaca in diretta, Ho bisogno di te, Uno mattina, Uno di notte, Vita da cani, Zoom, Tema: Rai Educational, La vita in diretta, Serenate, Il regno degli animali.
Negli anni '90, per conto della Rai, cura i rapporti con gli attori di Beautiful e Quando si ama. 
Organizza le loro trasferte e tutte le apparizioni televisive: “The Plaza Hotel”, “Scrupoli”, “Ricomincio da Due”, “Umbria Fiction”, “Gabicce mare” ed il grande evento “La Battaglia delle Stelle” in Repubblica Dominicana.
All’indomani della scomparsa di Jaco Pastorius, la sua fondazione gli chiede di organizzare a New York un evento “live” e televisivo, al quale partecipano amici e collaboratori del leggendario musicista, da Pat Metheny a Will Lee. 
Anche Robbie Robertson, “band leader “della The Band di Bob Dylan, si affida alla sua consulenza per la promozione e la logistica dell’evento “Nativi d'America” in Sicilia.
Con Renzo Arbore realizza “La Giostra di Capodanno” per Rai International ed uno special per Rai Due quando riceve la cittadinanza onoraria della città di New Orleans.
Sempre per Renzo Arbore, è produttore esecutivo del suo primo, storico concerto al Radio City Music Hall di New York.
Continua la sua attività di produttore esecutivo con “Chiambretti in USA”, “Columbus Parade”, “Bruce Springsteen”, “Telethon USA”, “Quelli che il Calcio” ed “Il Filo di Arianna”.
Contrattualizza e coordina l’arrivo in Italia di alcuni ospiti in Italia per il programma Anima mia di Fazio e Baglioni, e porta George Benson al Festival di Sanremo 1996.

### Anni duemila
Continua nella sua attività di produttore esecutivo, autore, regista e presentatore di servizi di attualità, grandi eventi, documentari: “Elezioni Presidenziali Americane” e “TV7” (Giulio Borrelli), “Il Filo di Arianna” (Lorenza Foschini), “Libero” (Teo Mammuccari), “Quelli che …il calcio” (Fabio Fazio), “Sanremo Giovani” (Andrea Bocelli), “Porta a Porta”,  Domenica…In”, “Linea Verde”, “Gigi D’Alessio al Radio City Music Hall di New York”, 
Dal 2004 al 2009 realizza reportage di attualità per “Zoom” in onda su Rai International, e dal 2006 al 2011 è corrispondente da New York per “TV Talk”. 
Nell’edizione 2009 del Festival Sanremo presentato da Paolo Bonolis, va in onda in diretta da New York con Jovanotti, e con Melba Ruffo presenta la diretta TV della “Parata di Colombo” sui canali Rai in USA e Canada.
Nel 2012, dopo la chiusura della sede della Rai Corporation di New York, continua la sua collaborazione con La Rai dal sud America fino al 2015. Collabora con i programmi radiofonici di Radio Due “Colazione da Tiffany”, “Nessuno è perfetto” e “Gli spostati” e con Rai International, per la quale realizza una sessantina di servizi di attualità tra le comunità italiane dei caraibi e del sud America.
L’anno successivo è autore e presentatore di rubriche musicali e di attualità per Radio Due nel programma “Ovunque 6” e per “Community” su Rai Italia.
Dal 2016 al 2017 realizza per Giovanni Minoli su Mix 24 di Radio 24 il programma " Musica e Storia". E inizia a collaborare con il Quotidiano del Sud. Nel 2020 viene nominato Direttore Artistico Settore Video e Teatrale della Fondazione Calabria Film Commission, che ricopre fino al 2022. Sempre nel 2022 è Organizzatore Generale del videoclip "Alla Salute" girato in Calabria da Jovanotti. L'anno seguente entra in Consiglio Comunale del Comune di Santa Caterina dello Ionio, con deleghe allo spettacolo e alla musica dal vivo. Il 24 novembre la Baldini + Castoldi pubblica il suo libro autobiografico "Senza vizi è una vita di merda" che diventa un bestseller di Amazon nella categoria Storia e Critica della Musica.